# Бокићи
Бокићи (хрв. Bokići) су насељено место у општини Вишњан, Истарска жупанија, Хрватска.

## Историја
До територијалне реорганизације у Хрватској били су у саставу старе општине Пореч. Као самостално насеље Бокићи постоје од пописа 2011. године. Настао је издвајањем дела насеља Вишњан.

## Становништво
У попису становништва из 2011. године, Бокићи су имали 21 становника.